# Friedrich von Stülpnagel
Friedrich von Stülpnagel, född 16 juli 1913 i Lichterfelde i Berlin, död 7 juli 1996 i München, var en tysk friidrottare.
von Stülpnagel blev olympisk bronsmedaljör på 4 x 400 meter vid sommarspelen 1936 i Berlin. von Stülpnagel kom från en militärfamilj och blev efter idrottskarriären överste i Bundeswehr.